# Diga di Hoover
La diga di Hoover (in inglese Hoover Dam, anche nota come Boulder Dam) è una diga di tipo a arco-gravità in calcestruzzo armato realizzata nel 1935 e situata nel Black Canyon lungo il corso del fiume Colorado, sul confine tra lo Stato dell'Arizona e del Nevada.
Per la sua realizzazione furono impiegati 3 400 000 m3 di calcestruzzo, che consentirono di realizzare una struttura alta 221 m e lunga 201 m alla base. Al momento del suo completamento era il più grande impianto di produzione di energia idroelettrica e anche la più grande struttura in calcestruzzo degli Stati Uniti d'America. Fu superata in entrambi i campi dalla diga Grand Coulee, diga iniziata nel 1933 e inaugurata nel 1942. La diga, costruita durante la grande depressione in maniera da fornire energia elettrica a basso costo per l'industria statunitense, fu inaugurata il 30 settembre 1935 dal presidente Franklin D. Roosevelt.
Questa diga, situata circa 48 km a sud-est di Las Vegas (Nevada), venne intitolata a Herbert Hoover, che svolse un ruolo fondamentale nella sua costruzione, in primo luogo come segretario del commercio e successivamente come presidente degli Stati Uniti d'America. La costruzione di questa struttura, approvata nel 1928 dal Congresso, iniziò nel 1931 e terminò nel 1935, con più di due anni di anticipo sul programma.
Il bacino artificiale creato dalla diga prende il nome di lago Mead ed è il più grande lago artificiale degli Stati Uniti.

## Premesse

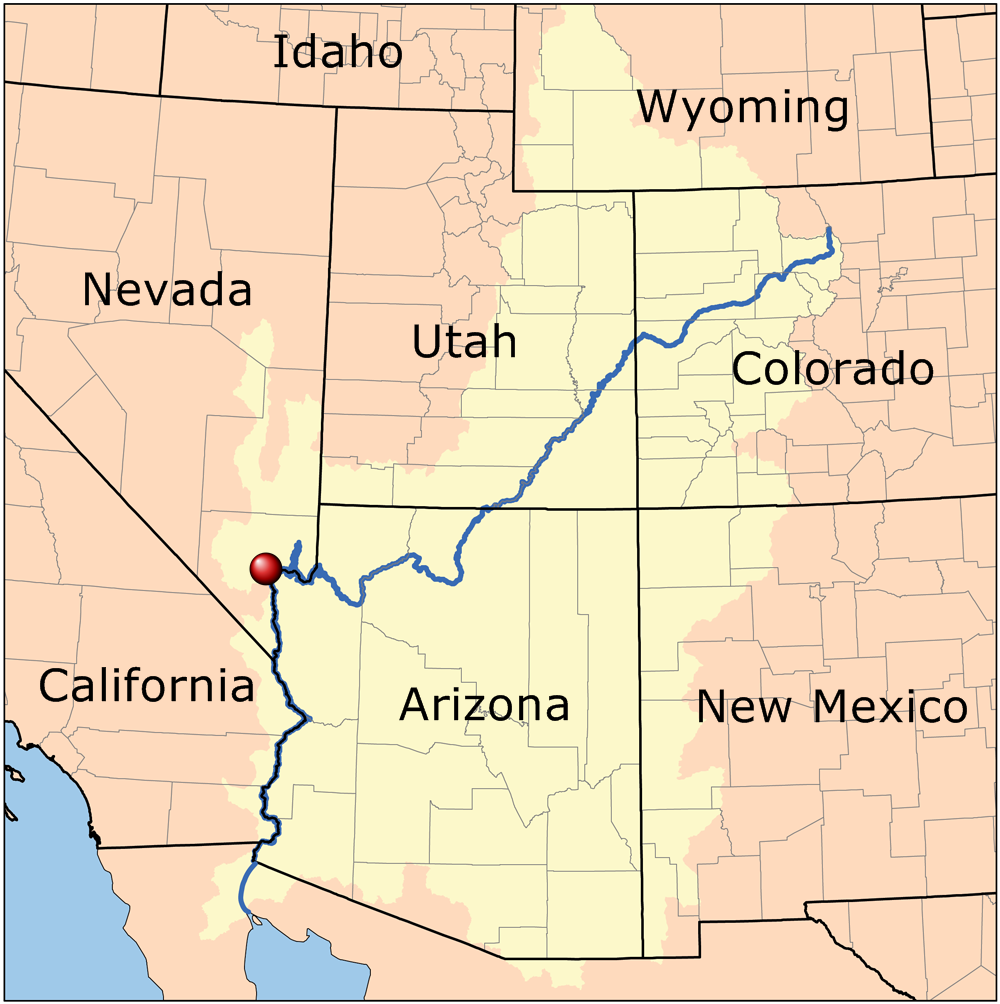
Il corso del fiume Colorado attraverso 5 Stati e la posizione della diga di Hoover

Con l'espansione del territorio degli Stati Uniti ad ovest si appurò che il fiume Colorado poteva essere un'ottima fonte d'acqua per l'irrigazione. Pertanto, alla fine del XIX secolo, intorno al 1890, fu intrapreso un primo tentativo da parte di William Beatty nella realizzazione di quello che sarebbe in seguito divenuto noto come il canale di Alamo, un canale artificiale che aveva il compito di fornire acqua ad un'area pressoché disabitata nota come la Imperial Valley. Nonostante l'acqua fornita da questo canale abbia permesso la colonizzazione della valle, ben presto ci si rese conto che il mantenimento di questa opera, a causa delle frequenti inondazioni del fiume Colorado, era troppo costoso. Nel 1906, in seguito a una di queste piene, che causò una breccia nell'argine del canale, le acque del Colorado si riversarono nel lago Salton costringendo la Southern Pacific Railroad, le cui rotaie passavano a poca distanza dal canale, a spendere 3 milioni di dollari per rinforzare gli argini e mettere in sicurezza la linea ferroviaria. Ciò nonostante, anche dopo aver rinforzato gli argini, a causa delle continue dispute per il rifornimento idrico dovute al fatto che il canale approvvigionava anche la popolazione situata in territorio messicano, il mantenimento di questa opera si dimostrò poco redditizio, facendo di fatto perdere a potenziali investitori l'interesse ad investire in queste aree.
Con l'avvento dell'elettrificazione la parte meridionale del corso del fiume Colorado divenne nuovamente di grande interesse per il suo potenziale impiego nella costruzione di impianti idroelettrici. Già a partire dal 1902 la Southern California Edison aveva iniziato a condurre alcuni studi preliminari sulla realizzazione di una diga lungo il corso del fiume Colorado. Tuttavia, a causa dei limiti tecnologici dell'epoca, che limitavano a non più di 80 miglia la distanza massima alla quale si riusciva a fornire la corrente elettrica agli utenti, e non esistendo in tale raggio città sufficientemente grandi che avrebbero potuto necessitare di un approvvigionamento di tale corrente, il piano fu provvisoriamente accantonato.
Negli anni seguenti lo United States Bureau of Reclamation, all'epoca noto come Reclamation Service, riconsiderò la possibilità di costruire una diga lungo il corso del fiume Colorado. Su consiglio di Arthur Powell Davis si prese in considerazione di utilizzare delle cariche di dinamite per far collassare le pareti del canyon, formate nel corso dei millenni dal fiume, in maniera da realizzare un bacino artificiale. Secondo Powell, infatti, i sedimenti trasportati dal fiume avrebbero in seguito sigillato le fessure della diga rendendola quasi a tenuta stagna. Dopo diversi anni di studi, nel 1922 il Reclamation Service respinse la proposta di Powell dubitando dell'efficacia di questa tecnica che fino ad allora non era mai stata provata.

## Progettazione e accordi

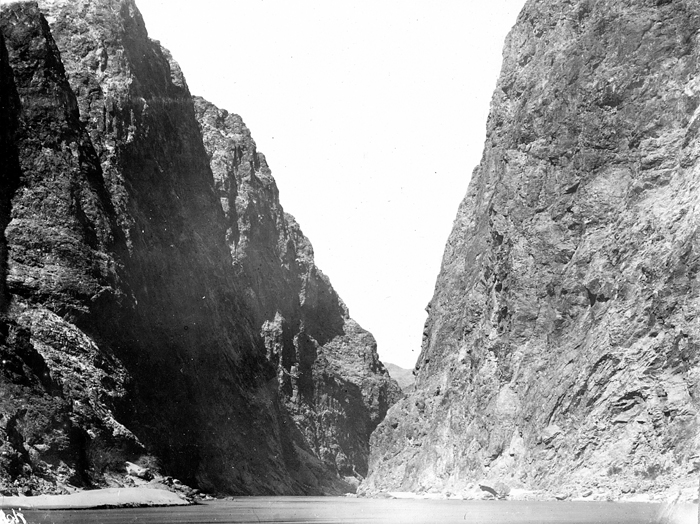
Il sito dove sarebbe sorta la diga prima della sua costruzione

Nonostante le difficoltà iniziali, nel 1922 il Reclamation Service stilò un rapporto nel quale si illustrava la necessità di costruire una diga lungo il corso del fiume Colorado per la laminazione della sua portata e per produrre energia elettrica. Il principale redattore di questo documento fu lo stesso Davis, coadiuvato dall'allora Segretario degli Interni Albert Fall, motivo per il quale tale rapporto divenne noto come rapporto Fall-Davis. Il suddetto documento illustrava la necessità di fondare un consorzio federale per la costruzione della diga in quanto il corso del fiume si estendeva all'interno di diversi Stati e la costruzione della diga avrebbe anche interessato l'approvvigionamento idrico del territorio messicano. Il rapporto suggeriva inoltre di erigere la diga nel Boulder Canyon, ma il Reclamation Service ritenne tale sito inadatto. Il primo sito individuato da Davis fu respinto a causa della presenza di una faglia nelle vicinanze, mentre un secondo sito, che potenzialmente sarebbe stato adatto alla realizzazione di una diga, non poté essere preso in considerazione in quanto in tale punto il fondo del canyon era talmente stretto da rendere difficile la costruzione di un accampamento per gli operai. Appurato che non vi erano ulteriori siti nei quali si sarebbe potuto realizzare una diga, il Reclamation Service prese invece in considerazione la costruzione di una diga lungo il Black Canyon. Alcune indagini geologiche e morfologiche dimostrarono l'idoneità del sito.
Sapendo di non poter contare sull'appoggio della Corte Suprema in caso di dispute sull'approvvigionamento idrico, i sostenitori del progetto temettero che il progetto potesse subire enormi ritardi a causa di possibili contenziosi tra i diversi stati. Per prevenire tale pericolo nel 1922 fu quindi formata una commissione che comprendeva un rappresentante per ogni stato interessato dal bacino del fiume Colorado e un mediatore del governo federale. Il mediatore era Herbert Hoover, all'epoca segretario al commercio sotto la presidenza di Warren Harding. Nel gennaio di quell'anno Hoover si incontrò con i governatori degli Stati dell'Arizona, California, Colorado, Nevada, Nuovo Messico, Utah e Wyoming per raggiungere un accordo al riguardo della suddivisione delle risorse idriche del fiume Colorado per il fabbisogno degli stati stessi. Il conseguente accordo, raggiunto il 24 novembre 1922, divise il bacino del fiume tra superiore e inferiore, lasciando però ai singoli Stati la possibilità di decidere come sarebbero state sfruttate le risorse idriche. Questo accordo, conosciuto come il "compromesso di Hoover", spianò la strada alla progettazione e alla successiva realizzazione della diga.
L'approvazione del progetto dinanzi al Congresso si dimostrò però tutt'altro che facile. Nonostante i ripetuti sforzi del senatore Hiram Johnson e del deputato Phil Swing, molti dei deputati e senatori ritenevano tale progetto eccessivamente costoso e con pochi benefici per gli stati interessati dalla costruzione, se non per lo Stato della California. Tuttavia l'alluvione del Mississippi del 1927, che aveva messo in luce come la mancata laminazione delle portate di un grande corso d'acqua in caso di piena potesse avere delle conseguenze catastrofiche, spinse diversi politici del Midwest e del Sud a cambiare opinione. Un ulteriore ostacolo si presentò però quando, il 13 marzo 1928, il crollo della diga St. Francis provocò diverse centinaia di vittime, portando al centro dell'attenzione la sicurezza delle dighe. Su richiesta del Congresso il progetto del Black Canyon Dam fu rianalizzato e la commissione di inchiesta incaricata di analizzare possibili rischi giunse alla conclusione che la diga era realizzabile, ma mise anche in evidenza le catastrofiche conseguenze che sarebbero potute derivare da un eventuale collasso della struttura. L'enorme onda di piena che il crollo della diga avrebbe causato sarebbe stata capace, secondo gli studi condotti dalla commissione, di distruggere tutti i centri abitati lungo il corso del fiume e avrebbe potuto anche modificarne il suo percorso causando un suo riversamento nel lago Salton. Pertanto la commissione suggerì che per la progettazione della diga fosse assunta una linea di progetto ultra conservativa in maniera da disporre di ampi margini di sicurezza.
Il 21 dicembre 1928, dopo anni di studi, il presidente Calvin Coolidge firmò il documento che ne approvava la realizzazione. Il congresso stanziò quindi 165 milioni di dollari per la sua costruzione, nei quali era anche compreso un finanziamento per la realizzazione di una seconda diga, la diga di Imperial, e l'ammodernamento del canale costruito da Beatty che fu rinominato in All-American Canal.

## Il progetto

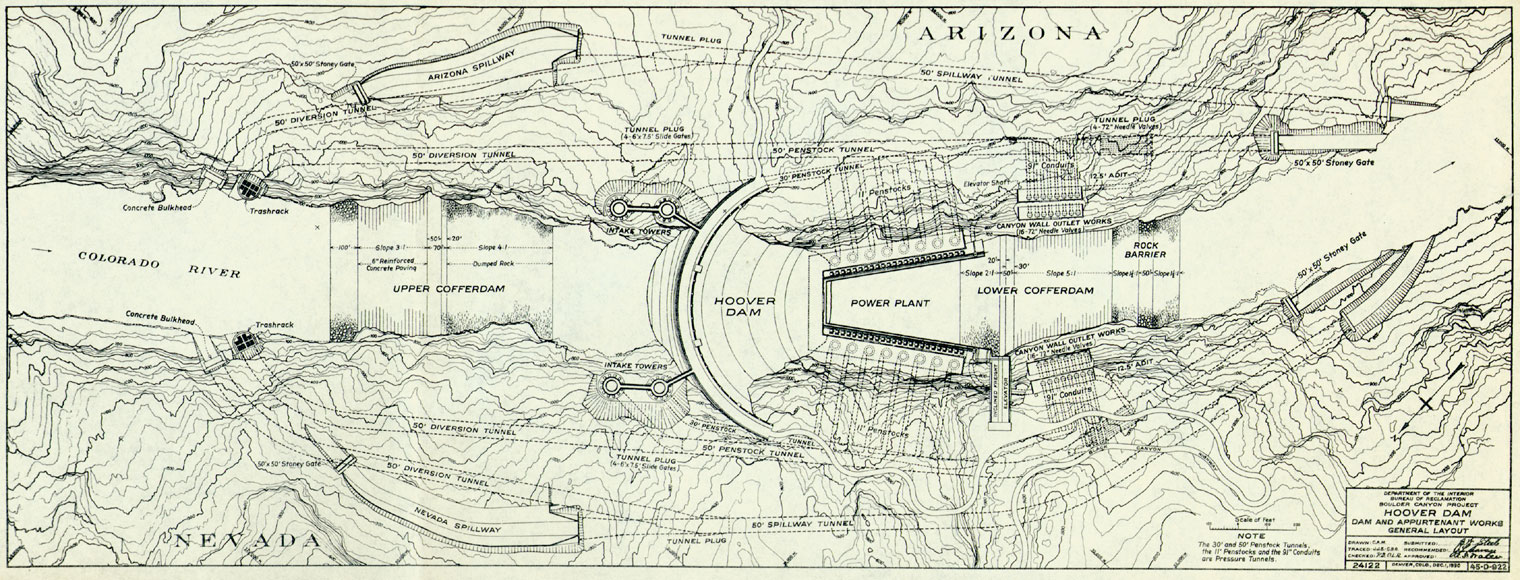
Progetto della diga di Hoover

Già prima che il congresso approvasse la costruzione del Boulder Canyon dam, il Service of Reclamation iniziò ad analizzare quale tipo di diga fosse la più idonea per la realizzazione di un bacino artificiale di quelle dimensioni. Dopo alcuni studi si rivelò che una diga ad arco sarebbe stata la soluzione migliore. Secondo gli studi condotti dall'ingegnere John L. Savage, la diga, che sarebbe stata realizzata in calcestruzzo, doveva disporre di una sezione larga alla base che si sarebbe andata via via restringendo verso l'alto. Inoltre il lato convesso dell'arco sarebbe stato quello a contatto con l'acqua, in modo che parte della spinta esercitata dall'acqua venisse scaricata anche lungo le pareti del canyon. La larghezza prevista alla base era di 660 piedi, mentre la parte superiore della diga sarebbe dovuta essere larga non meno di 45 piedi, in modo da poter utilizzare la diga anche come attraversamento carrabile del canyon. Di fatto la diga avrebbe da questo punto di vista svolto una duplice funzione, quella di bacino idroelettrico e quella di ponte per l'autostrada che collega lo Stato dell'Arizona con il Nevada.
A partire dal 10 gennaio 1931, il Reclamation Service mise a disposizione delle parti interessate la documentazione che fino ad allora aveva raccolto al costo di 5 dollari la copia. Al governo federale spettava quindi, secondo il contratto stipulato con le ditte appaltatrici, di fornire i materiali per la costruzione, mentre le ditte avevano il compito di disporre il sito per l'inizio dei lavori. Il progetto della diga fu minuziosamente descritto in una relazione lunga 100 pagine e accompagnata da ulteriori 76 pagine di disegni tecnici. Inoltre il contratto di costruzione prevedeva che i lavori fossero completati entro sette anni e che, in caso di ritardi, la ditta appaltatrice avrebbe dovuto pagare una penale di oltre 3.000 dollari per ogni giorno di ritardo. Inoltre, per garantire la solidità economica della ditta che avrebbe vinto l'appalto, si prevedeva che prima di iniziare i lavori questa facesse un deposito cautelativo di 2 milioni di dollari.
L'appalto andò infine alla Utah Construction Company di proprietà dei fratelli Wattis, ma non prima che questa fondasse una joint venture con altre sei ditte. I Wattis, non disponendo di tutto il capitale necessario per effettuare il deposito cautelativo, si resero conto, anche dopo aver consultato la Morrison-Knudsen, loro partner in affari e che all'epoca vantava sul suo libro paga Frank Crowe, il più importante costruttore di dighe degli Stati Uniti, che non sarebbero stati in grado di affrontare un'opera tanto grande senza l'aiuto di alcune delle ditte più rinomate degli Stati Uniti. Decisero dunque di formare una joint venture con la Pacific Bridge Company di Portland, la Henry J. Kaiser & W. A., la Bechtel Corporation di San Francisco, la MacDonald & Kahn Ltd. di Los Angeles e la J.F. Shea Company di Portland, oltre che con la stessa Morrison-Knudsen. Alla joint venture fu quindi dato il nome di Six Companies, Inc., il cui nome fu proprio scelto a causa del fatto che questa joint venture era composta da sei compagnie (la Bechtel e la Kaiser furono considerate come una sola compagnia). Pertanto questa joint venture divenne dapprima nota nella città di San Francisco e successivamente in tutti gli Stati Uniti semplicemente come la Six Companies. Si trattava infatti di una chiara allusione ad un'associazione di beneficenza cinese di San Francisco, che casualmente si chiamava proprio Six Companies.
Contemporaneamente vi fu anche una sfida tra le diverse città situate nei pressi del luogo dove sarebbe sorta la diga, in quanto ognuna di queste voleva ospitare il quartier generale del progetto. Tra le città che si diedero di più da fare per raggiungere tale traguardo vi fu la città di Las Vegas, che in vista della visita del Segretario degli Interni Ray Wilbur, decise di chiudere tutti gli speakeasy. Nonostante tutti gli sforzi intrapresi da parte della giunta comunale di Las Vegas, Wilbur annunciò che il quartier generale del progetto sarebbe stata una nuova cittadina costruita ad hoc per i lavori e che essa avrebbe preso il nome di Boulder City. Nel settembre del 1930 fu quindi avviata la realizzazione di una linea ferroviaria che sarebbe servita per il trasporto del materiale da costruzione necessario alla realizzazione della diga.

## Costruzione

### La forza lavoro

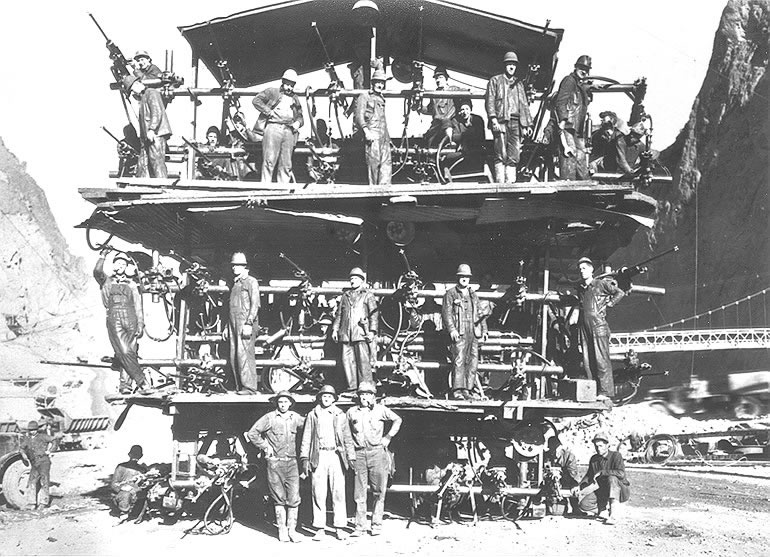
Operai su un "Jumbo Rig", una perforatrice appositamente costruita per scavare le gallerie nel canyon in maniera da deviare il Colorado.

Poco dopo che il congresso approvò il progetto, numerosi operai disoccupati si trasferirono in Nevada sperando di trovare lavoro nella costruzione della diga. Di conseguenza, a causa dell'enorme afflusso di operai a Las Vegas, che all'epoca era una piccola cittadina di soli 5.000 abitanti, questa vide aumentare il proprio numero di residenti nel giro di pochi mesi fino ad arrivare a contarne all'incirca 20.000. Nel frattempo fu allestito un primo campo per ospitare il personale necessario per svolgere alcune indagini geologiche sul sito, al quale ben presto però si aggiunse un ulteriore accampamento di fortuna costruito dagli operai che, alla ricerca di lavoro, si erano trasferiti nei pressi del sito di costruzione della diga. Questo secondo insediamento, di fatto abusivo, prese in seguito il nome di McKeeversville. Con l'avvicinarsi dell'avvio dei lavori fu costruito un terzo accampamento sul fondo della valle che ricevette il nome ufficiale di Williamsville, anche se il campo era comunemente noto tra gli operai e la gente del luogo come Ragtown. Con l'avvio dei lavori, la Six Companies iniziò ad assumere molti operai e già nel 1932 erano presenti oltre 3000 operai sul libro paga della società. Contrariamente a quanto era avvenuto con la costruzione delle ferrovie da parte della Union Pacific Railroad, l'assunzione di operai cinesi fu proibita, mentre il numero di operai afroamericani non superò mai il numero di trenta.
Il contratto stipulato con il governo federale prevedeva anche la costruzione di Boulder City a spese della Six Companies in maniera da alloggiare gli operai. Originariamente la costruzione della città era stata prevista prima dell'inizio dei lavori, ma il presidente Hoover ordinò l'inizio dei lavori già a marzo del 1931, di fatto non lasciando sufficiente tempo alla compagnia per completare la costruzione della cittadina. La Six Companies fece quindi costruire alcune baracche ai margini del canyon per ospitare 480 operai. Gli operai che invece avevano portato al loro seguito la famiglia dovettero provvedere loro stessi a trovare un'abitazione fino a quando Boulder City non fosse stata completata. Pertanto molti operai continuarono ad abitare a Ragtown. A causa del clima torrido, che nell'estate del 1931 sfiorò temperature intorno ai 119,9 °F (48,8 °C), tra il 25 giugno ed il 26 luglio dello stesso anno sedici operai morirono per colpi di calore.
Per colpa delle precarie condizioni abitative di molti degli operai e delle ancor più proibitive condizioni di lavoro degli stessi, si diffuse un ampio malcontento nei confronti della loro datrice di lavoro, la Six Companies.

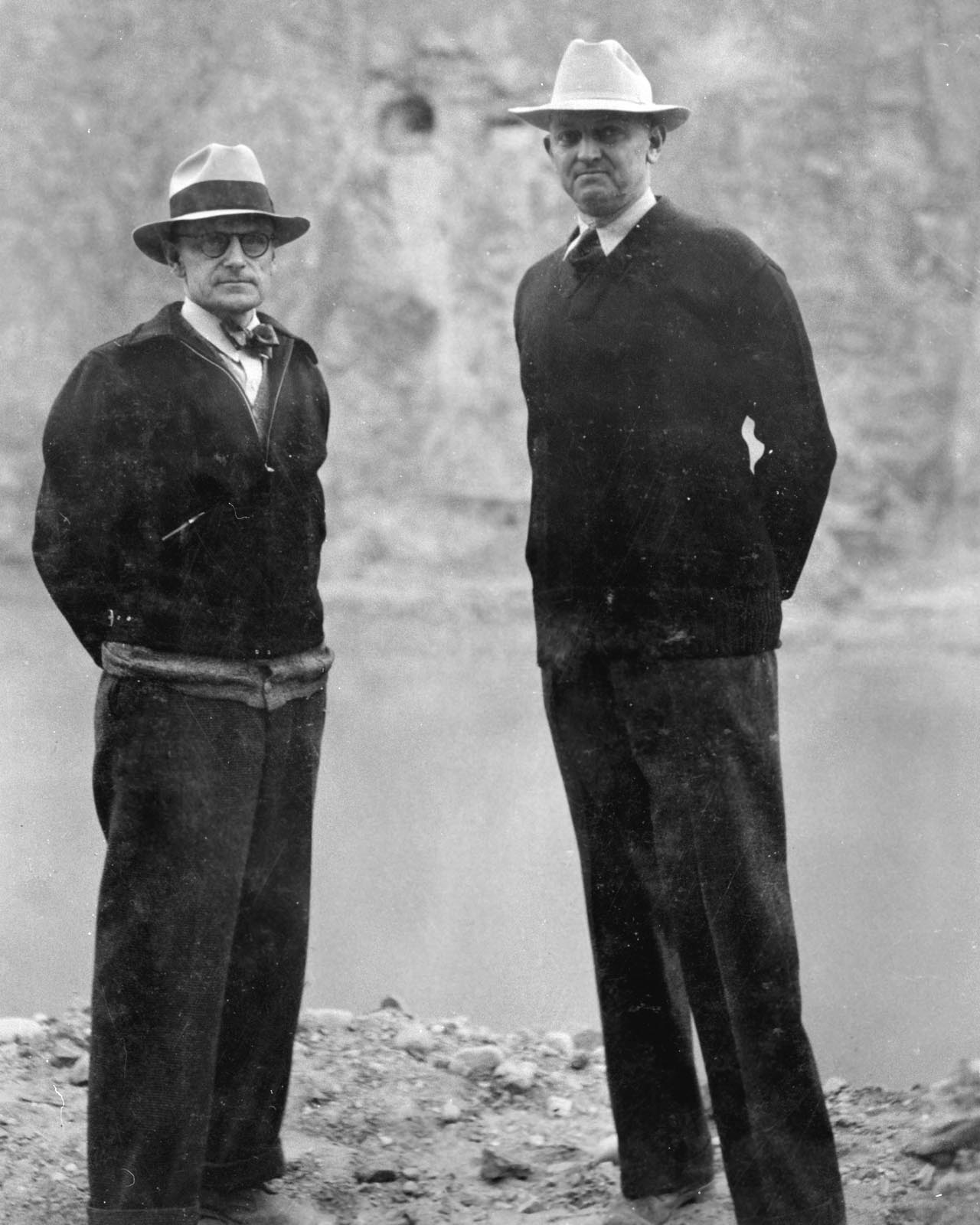
Il Sovrintendente generale Frank Crowe, a destra, con Walter Young nel 1935.

Nel tentativo di riguadagnare parte della popolarità ormai andata perduta e con la speranza di riuscire ad ottenere l'appoggio degli operai impiegati nella costruzione della diga di Hoover, la Industrial Workers of the World (conosciuta anche come IWW o "Wobblies") cercò di unire tutti i lavoratori in un unico sindacato, sfruttando il malcontento che si era creato tra di loro. Furono quindi inviati sette loro rappresentanti in Nevada, molti dei quali furono però arrestati al loro arrivo dalla polizia di Las Vegas. A partire dal 7 agosto 1931 la compagnia iniziò però a ridurre i salari degli operai, scatenando un'ulteriore ondata di malcontento tra questi ultimi. Nonostante le speranze riposte in questa impresa da parte dell'Industrial Workers of the World, gli operai della diga non vollero unirsi al sindacato, neanche quando i loro stipendi furono ridotti, e cacciarono pertanto i rappresentanti, decidendo però di creare un comitato che li rappresentasse. Il comitato stilò quindi una lista di richieste che fu poi presentata a Crowe, l'allora supervisore dei lavori. Tuttavia le aspettative degli operai furono ben presto deluse. Crowe ancora prima di dare risposta al comitato degli operai rilasciò un'intervista ai giornali nella quale definì gli operai come un branco di "insoddisfatti".
Il 9 agosto Crowe incontrò il comitato degli operai e lo informò che l'amministrazione aveva respinto le loro richieste e che avrebbe fermato i lavori, licenziando tutti gli operai esclusi alcuni impiegati degli uffici ed alcuni carpentieri. Agli operai fu infine ordinato di lasciare gli accampamenti entro le 5 di pomeriggio. Temendo degli scontri molti degli operai lasciarono gli accampamenti e si trasferirono provvisoriamente a Las Vegas in attesa di sviluppi. Due giorni più tardi i restanti operai che non avevano ancora sgomberato il campo furono fatti andare via sotto la minaccia della polizia. Il 13 agosto, dopo che la situazione si era calmata, la compagnia iniziò a riassumere gli operai e 2 giorni più tardi cessarono anche le dimostrazioni da parte degli stessi. Nonostante nessuna delle richieste fosse stata soddisfatta, la compagnia assicurò che non vi sarebbero state ulteriori riduzioni agli stipendi e di lì a poco, con il completamento di Boulder City, anche le condizioni abitative degli operai avrebbero iniziato a migliorare.
Nel corso della costruzione della diga vi fu solamente un secondo episodio di sciopero nel luglio del 1935, quando un manager della Six Companies impose che la pausa pranzo fosse detratta dall'orario di lavoro. Gli operai risposero a tale affronto chiedendo un aumento del loro stipendio giornaliero di un dollaro. La Six Companies accettò di farsi portavoce della richiesta presso il governo federale, ma da Washington non giunsero ulteriori finanziamenti.

### Deviazione del fiume

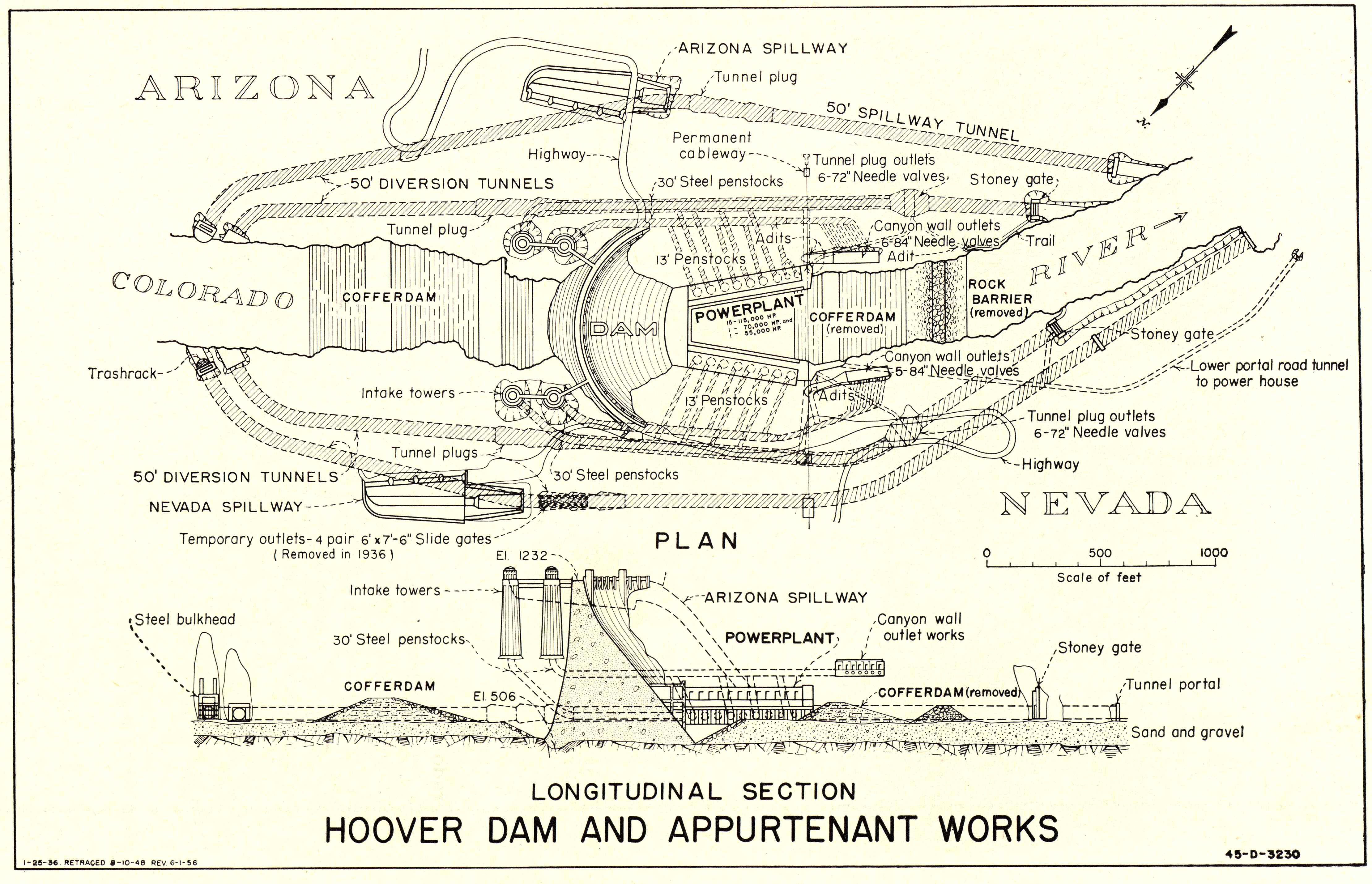
Schizzo del progetto che prevede la realizzazione delle 4 gallerie per deviare il Colorado.

Prima di procedere alla costruzione della diga il corso del fiume Colorado dovette essere deviato per poter prosciugare la parte del letto del fiume dove sarebbe stata costruita la diga. Per fare questo furono scavate quattro gallerie nelle pareti del canyon, in maniera da disporre di due gallerie per ogni lato, che avrebbero funzionato come bypass. Le gallerie avevano un diametro di 17 m circa e una lunghezza complessiva di circa 3 mi (5 km). Il contratto prevedeva che i lavori alle gallerie fossero completati entro il 1º ottobre 1933. In caso contrario per ogni ulteriore giorno di scavi la Six Companies avrebbe dovuto versare una penale di 3.000 dollari al giorno. Per riuscire a rispettare la data di consegna i lavori dovevano essere completati entro i primi mesi del 1933, in quanto solo in autunno ed inverno il livello dell'acqua era sufficientemente basso per deviare il corso del fiume.
I lavori di scavo iniziarono nel maggio del 1931, dapprima sul versante del canyon situato in Nevada e poco dopo fu avviato anche lo scavo dal lato situato in Arizona. Nel 1932 si iniziò a rivestire le gallerie in calcestruzzo in maniera da rinforzarne le pareti, ma soprattutto per ridurre la loro scabrezza e aumentarne la portata. Il rivestimento di calcestruzzo aveva uno spessore di 1 m, riducendo di conseguenza il diametro della galleria a 15 m circa.
Completati i lavori di scavo il fiume fu deviato facendolo scorrere inizialmente nelle due gallerie situate sul versante dell'Arizona, mentre le due gallerie nel territorio del Nevada dovevano servire in caso di piena. Questo fu possibile facendo esplodere le dighe provvisorie che proteggevano l'ingresso alle gallerie sul versante situato in Arizona e allo stesso tempo ostruendo l'accesso dell'acqua nelle restanti due gallerie gettando grandi quantità di detriti nel fiume in modo da deviarne il suo corso.
Le gallerie più esterne furono, una volta completata la diga, utilizzate per lo scarico degli sfioratori, anche noti come spillways, che garantivano in caso di piena che la diga non traboccasse. Per fare questo, lo scarico degli sfioratori si riversava direttamente all'interno della galleria, dopo un breve tratto molto ripido, necessario per coprire il dislivello tra il punto più alto del bacino ed il fondo del canyon. Infine, per evitare che l'acqua potesse fuoriuscire tramite le gallerie di deviazione, ogni galleria fu sigillata nella metà superiore con 2 enormi blocchi di calcestruzzo.

### La preparazione del sito per la costruzione della diga
Per iniziare i lavori di costruzione della diga, una volta completate le due gallerie, dovettero essere costruite due dighe provvisorie, note in inglese anche come coffer dam, per evitare che il cantiere potesse essere inondato dal fiume Colorado. I lavori per la costruzione della prima diga iniziarono nel settembre del 1932, anche se all'epoca le gallerie per deviare il fiume non erano ancora state completate. La costruzione delle due dighe a monte e a valle del cantiere fu un'impresa non meno difficile della costruzione della diga stessa, in quanto queste due dighe avevano il compito di proteggere gli oltre 2000 operai al lavoro nella diga principale. Pertanto i dettagli costruttivi di queste dighe necessitarono di una documentazione accurata quanto quella necessaria per la realizzazione della diga di Hoover stessa. La diga a monte del sito di costruzione aveva un'altezza di 29,3 m ed uno spessore alla base di oltre 228,6 m.
Una volta completati i due coffer dam si iniziò con gli scavi per la realizzazione delle fondazioni della diga. Per far sì che la diga fosse eretta su un suolo resistente, capace di sopportare le sollecitazioni dovute alla costruzione della struttura, il letto del fiume dovette essere ripulito da tutti i detriti fluviali. I lavori di scavo furono completati nel 1933. Per assicurare però che anche le pareti del canyon fossero capaci di sopportare le sollecitazioni, anche queste ultime dovettero essere ripulite da eventuali blocchi di roccia erosi dalle azioni meteorologiche e quindi friabili. Di conseguenza lungo le pareti del canyon fu rimosso lo strato superficiale di roccia.

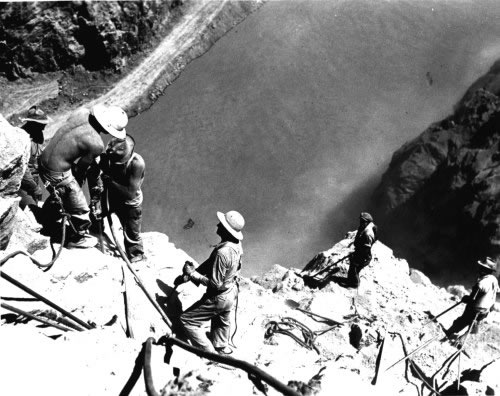
Alcuni operai, anche detti high scalers, all'opera mentre indossano una delle prime versioni di casco da cantiere.

A causa delle difficoltà che furono riscontrate nell'intento di rimuovere questo strato superficiale sulle pareti del canyon, gli operai che furono assegnati a questo compito ricevettero il soprannome di high scalers, ovvero "scalatori di quota". Infatti essi non potevano raggiungere il loro posto di lavoro se non tramite un verricello calato dall'alto; questi uomini avevano il compito di piazzare delle cariche di dinamite per rimuovere le rocce pericolanti. Le pietre che cadevano dalle pareti del canyon furono la principale causa di morte tra gli operai e specialmente tra gli high scalers stessi.
La rimozione dello strato di roccia superficiale fu però una delle operazioni più importanti, in quanto non solo permise alla diga di appoggiare su uno strato di roccia vergine, ma mise anche in sicurezza l'intero cantiere. Tra le imprese più coraggiose che si possano ricordare ci fu quella del salvataggio in extremis di un ispettore governativo il quale, dopo essere scivolato lungo una delle pareti del canyon, fu salvato da uno degli high scalers mentre stava precipitando nel vuoto. L'operaio, dopo aver sentito le urla dell'uomo, si era sporto per vedere cosa stesse succedendo e dopo aver visto l'ispettore precipitare nel vuoto riuscì, grazie alla sua prontezza di riflessi, ad afferrarlo, salvandolo da morte sicura.

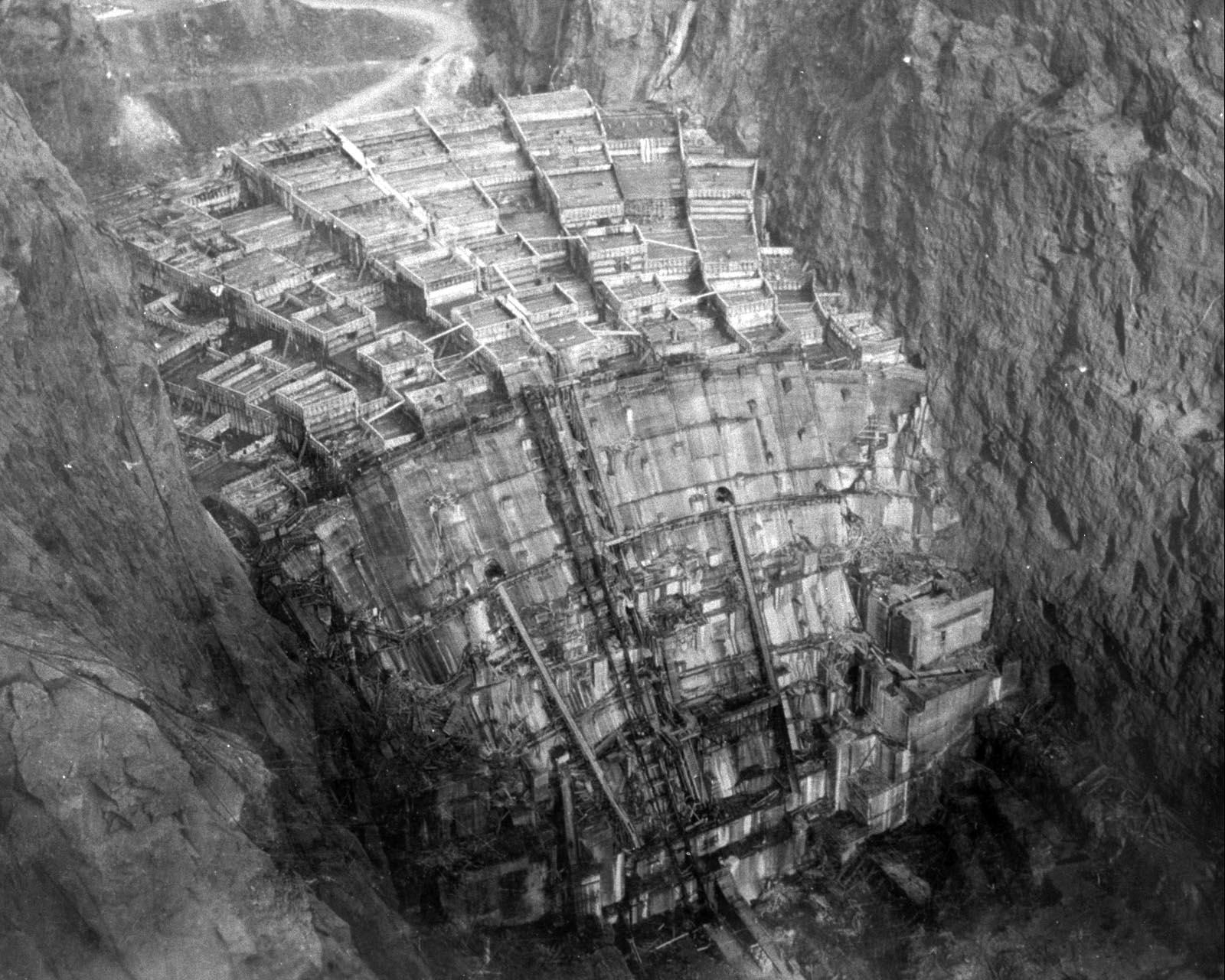
Febbraio 1934, la costruzione della diga procede. Si intravede sullo sfondo uno dei due coffer dam eretti per proteggere il cantiere da inondazioni.

In seguito a tale evento gli high scalers finirono al centro dell'attenzione della stampa, che dedicò decine di pagine su tutti i giornali principali a questi coraggiosi operai. In poco tempo questi uomini divennero talmente famosi che il sito di costruzione divenne una delle principali attrazioni turistiche della zona. Sempre agli high scalers si deve l'introduzione dei primi caschi da cantiere, noti in inglese come hard hat. Molti degli operai per proteggersi dai detriti che cadevano dalle pareti del canyon indossarono dei copricapi in feltro che venivano immersi nella pece e fatti asciugare per renderli rigidi, motivo per il quale erano anche chiamati hard boiled hats. Questa primitiva precauzione offriva una minima protezione quantomeno dai detriti più piccoli. Successivamente la stessa Six Companies fece costruire per i propri operai migliaia di caschi da cantiere incoraggiandone l'uso.
Per rinforzare ulteriormente le pareti del canyon in modo che potessero resistere alla spinta della diga, tutte le cavità della roccia fino a una profondità di 150 piedi (46 m) furono sigillate con della boiacca in maniera da impedire che l'acqua potesse filtrare attraverso la roccia, ma soprattutto per evitare che l'acqua potesse filtrare sotto le fondamenta della struttura, provocando dei dissesti. Nonostante gli enormi sforzi intrapresi per sigillare tutte le fessure nella roccia, a causa dell'imminente inizio dei lavori per la costruzione vera e propria della struttura stessa, alcune delle fessure più grandi non poterono essere sigillate completamente e si proseguì con i lavori senza completare l'opera di impermeabilizzazione di queste fessure. Complessivamente, delle 393 fessure individuate durante i lavori, 58 non vennero sigillate. A posteriori però questo modo di procedere si dimostrò quantomeno svantaggioso, in quanto dopo aver riempito l'invaso della diga nel 1938, alle già citate 58 fessure si aggiunsero ulteriori spaccature dovute a dissesti. La situazione infine si aggravò a tal punto che attirò l'attenzione del Bureau of Reclamation, che incaricò di effettuare ulteriori indagini geologiche. In seguito si decise di intervenire in maniera da tappare tutte le fessure e si procedette alla perforazione delle pareti del canyon in modo da poter completare l'impermeabilizzazione dell'opera. Il tutto fu condotto lontano dall'attenzione del pubblico per non suscitare preoccupazioni nella popolazione e per evitare che la diga potesse finire nel mirino della critica.

### Il calcestruzzo

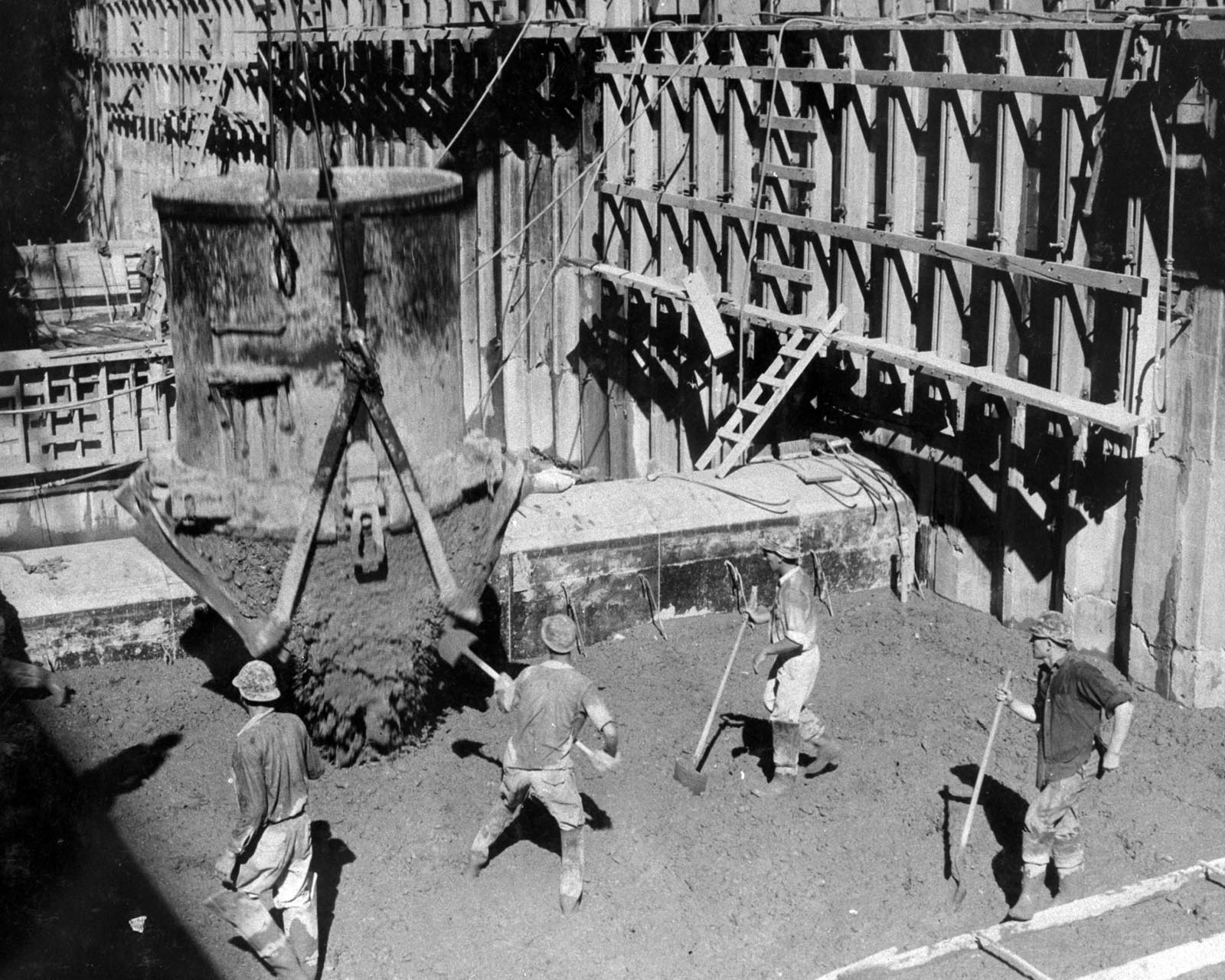
Degli operai svuotano una delle benne da 18 tonnellate piena di calcestruzzo.

Le prime gettate di calcestruzzo furono effettuate a partire dal 6 giugno 1933, ben 18 mesi in anticipo rispetto a quanto pianificato. Uno dei problemi principali che gli ingegneri dovettero affrontare nella costruzione della diga fu quello di come far stagionare nel miglior modo possibile le enormi gettate di calcestruzzo necessarie per costruire la struttura. Dal momento che il calcestruzzo tende ad aumentare di temperatura durante la fase di maturazione, alle crepe dovute al ritiro del calcestruzzo potevano aggiungersi crepe dovute alle tensioni residue indotte dallo stress termico. Secondo alcuni calcoli condotti dal Bureau of Reclamation, qualora si fosse ipoteticamente costruita l'intera diga con un'unica gettata di calcestruzzo vi sarebbero voluti ben 125 anni per far raffreddare a temperatura ambiente le sezioni più interne della diga, caratterizzate da un enorme spessore. Pertanto si decise di procedere costruendo la diga con una serie di getti di calcestruzzo delle dimensioni non superiori a 5 piedi (1,5 m) di altezza e di 50 piedi (15 m) di lunghezza e larghezza. Per mantenere costante la temperatura all'interno del getto durante la fase di maturazione, all'interno di ogni cassero, prima del getto, furono inseriti una serie di tubi da 1 pollice (2,5 cm) nei quali veniva fatta scorrere acqua fredda. Una volta completata la fase di maturazione, le tubazioni venivano infine sigillate con della boiacca e fungevano a questo punto da armatura all'interno del blocco.
Il calcestruzzo veniva fornito al cantiere in enormi benne di acciaio dalle dimensioni di 7 piedi (2,1 m) di altezza e di 7 piedi (2,1 m) di diametro. Ognuna di questa benne del peso di 18 tonnellate veniva riempita di calcestruzzo sul versante del canyon situato in Nevada e veniva infine trasportata in cantiere utilizzando dei carri merce ferroviari. Arrivate sul fondo del canyon, le benne venivano alzate utilizzando una teleferica per portarle alla quota alla quale bisognava effettuare la colata di calcestruzzo. Dal momento che la miscela del calcestruzzo poteva variare a seconda di dove bisognava effettuare la gettata, era di vitale importanza che le benne con la giusta miscela fossero portate al posto giusto. Una leggenda metropolitana che si diffuse durante questo periodo riporta che alcuni cadaveri di operai deceduti in cantiere fossero stati sepolti all'interno delle gettate di calcestruzzo. Dal momento però che le gettate avevano un'altezza massima di pochi piedi, questo non poteva essere vero, anche perché il vuoto creato dal cadavere avrebbe potuto creare un indebolimento all'interno della struttura che avrebbe sicuramente causato ingenti danni.
Complessivamente per la costruzione della diga di Hoover furono utilizzati ben 3.400.000 m3 di calcestruzzo e i lavori per la diga proseguirono fino al 29 maggio 1935, giorno in cui fu effettuata l'ultima gettata. Oltre a questa enorme quantità di calcestruzzo armato necessario per la costruzione, dovettero essere prodotti ulteriori 1.110.000 metri cubi di calcestruzzo per altre opere accessorie indispensabili alla realizzazione della diga stessa. Complessivamente fu utilizzato tanto calcestruzzo da poter costruire un'autostrada a due corsie da San Francisco a New York.
Nel 1995 furono prelevati alcuni campioni di calcestruzzo dalla struttura principale che dimostrarono che esso stava di fatto, seppur lentamente, ancora maturando; di conseguenza la resistenza alle forze di compressione della diga, anche a distanza di diversi decenni, sta ancora aumentando. Si poté verificare inoltre che il calcestruzzo impiegato non è stato soggetto a reazione alcali aggregati, al contrario di quanto invece è avvenuto alla diga Parker, dove invece furono utilizzati inerti soggetti a questo tipo di reazioni chimiche.

### Fine lavori

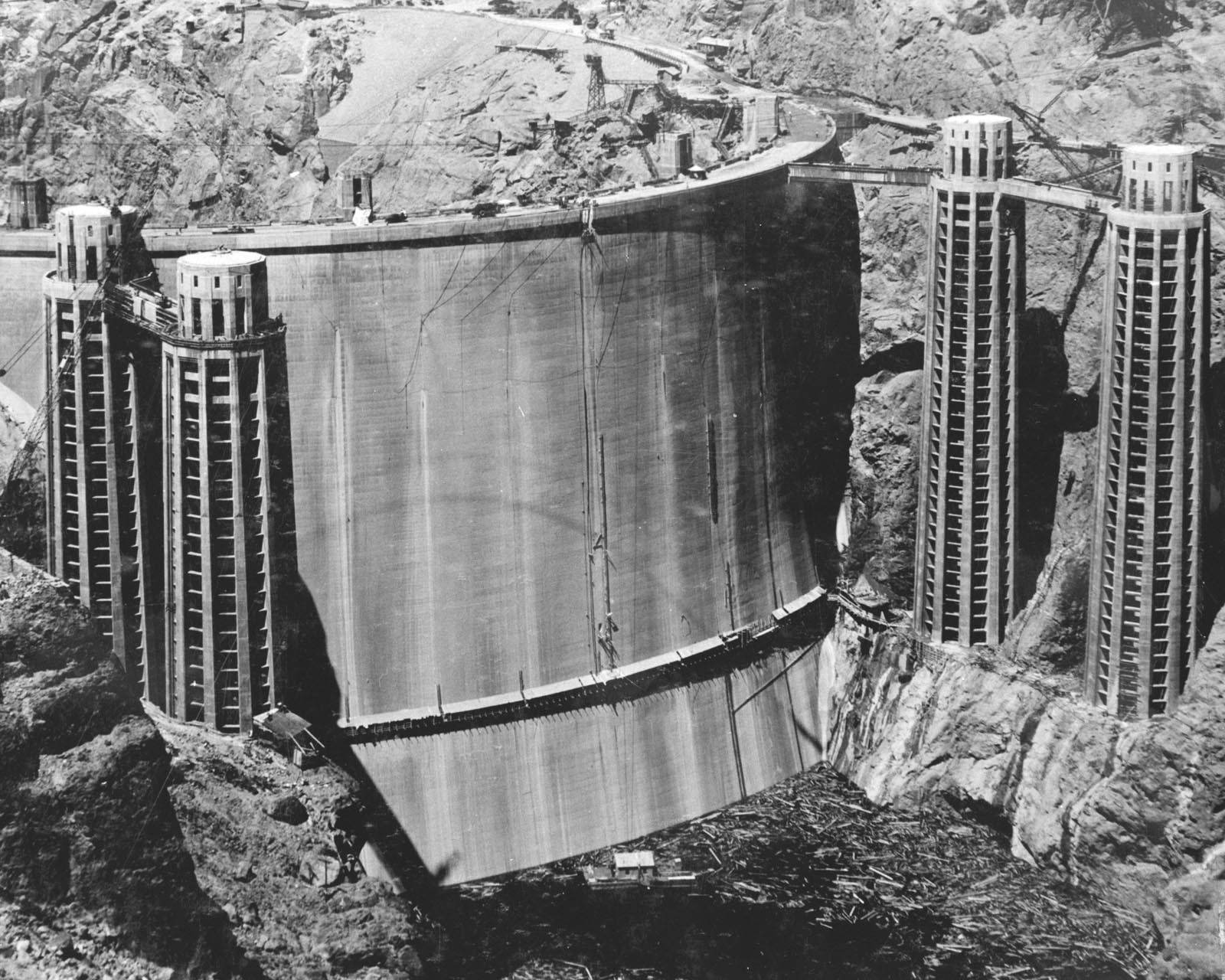
La diga vista da monte nel 1935 mentre il fiume Colorado riempie lentamente il lago Mead.

Con l'avvicinarsi della fine dei lavori in vista della consegna della diga al governo federale, venne organizzata una cerimonia di inaugurazione che ebbe luogo il 30 settembre 1935. La data di inaugurazione fu fatta coincidere con la visita del presidente Roosevelt. Tuttavia, a causa di un impegno del Presidente stesso, che quel giorno doveva tenere un discorso radio che era stato organizzato dal suo Segretario degli Interni Harold L. Ickes, l'ora della cerimonia fu anticipata dalle 2 del pomeriggio alle 11 del mattino.
Nonostante il cambio di orario ed un caldo torrido, con temperature che sfioravano i 39 °C, oltre 10.000 persone furono presenti all'inaugurazione, durante la quale il Presidente tenne un breve discorso nel quale però non menzionò l'ex presidente Hoover che non fu invitato per l'occasione. Sempre in vista dell'inaugurazione della diga, il servizio postale statunitense fece stampare un francobollo da 3 centesimi sul quale era stata rappresentata la diga, il cui nome ufficiale all'epoca (fino al 1947, anno in cui fu cambiato in Hoover Dam) era ancora Boulder Dam. In seguito alla cerimonia il presidente Roosevelt visitò Las Vegas; fu il primo Presidente degli Stati Uniti a visitare tale città.
Al momento dell'inaugurazione la maggior parte del lavoro era stato fatto, ciò nonostante dovevano ancora essere installate le turbine e parte degli impianti elettrici. In tale occasione la Six Companies si mise anche d'accordo con il governo federale sulle modalità di consegna della diga, la quale sarebbe stata consegnata nel 1936. Al momento della consegna, il governo federale prese in consegna la struttura anche se i lavori a una delle gallerie di bypass non erano stati ancora completati, in quanto la galleria all'epoca veniva ancora utilizzata per l'adduzione dell'acqua necessaria per l'irrigazione fino a quando anche l'ultima turbina non sarebbe stata installata.

### Vittime sul lavoro

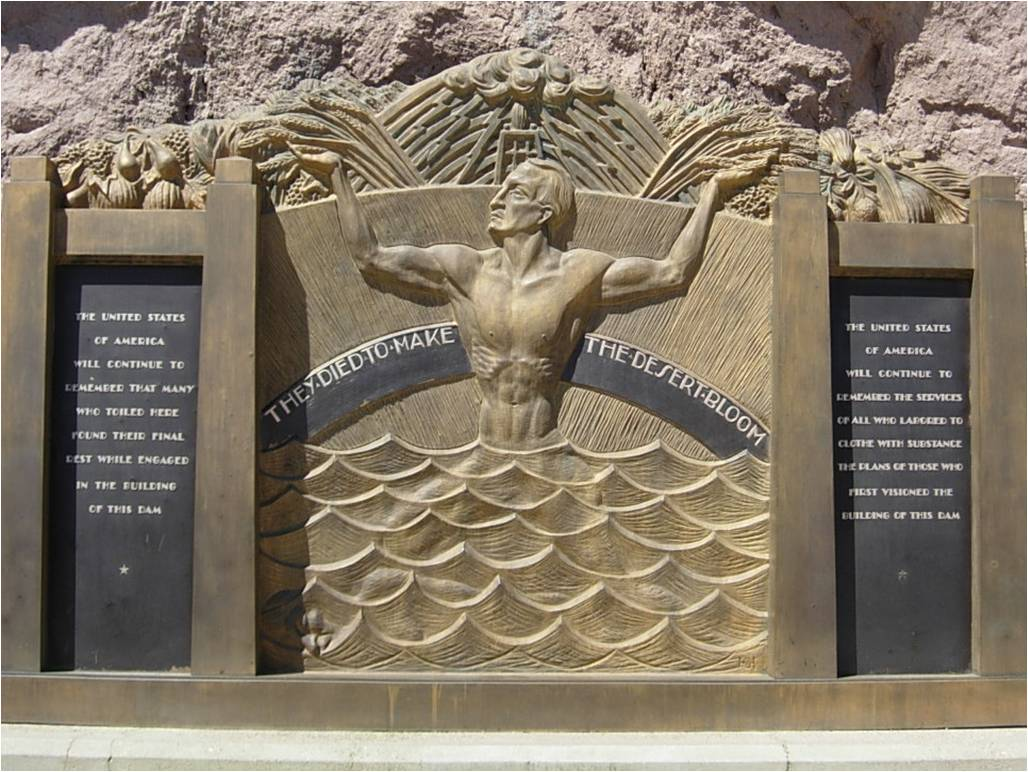
Il monumento costruito da Oskar Hansen in ricordo alle vittime recita "They died to make the desert bloom." (Morirono per fare fiorire il deserto)

Complessivamente durante la costruzione della diga vi furono 112 vittime accertate. In questo conto rientra anche la morte di J. G. Tierney che affogò il 20 dicembre 1922 nel fiume Colorado mentre ispezionava un potenziale sito per la costruzione della diga. Tierney è pertanto ritenuto essere la prima vittima durante la costruzione della struttura. Ironia della sorte, suo figlio Patrick W. Tierney fu invece l'ultima vittima, esattamente 13 anni dopo, il 20 dicembre 1935. Delle 112 vittime, 91 erano dipendenti della Six Companies, 3 della BOR, mentre le restanti vittime erano perlopiù operai di ditte subappaltatrici.
Esclusi dal conto vi sono un numero non precisato di morti per polmonite, che colpì principalmente gli operai addetti allo scavo delle quattro gallerie. Molto probabilmente, dal momento che tra i restanti operai non addetti allo scavo delle gallerie non si registrarono morti dovute a polmonite, questa causa di morte era uno stratagemma messo in atto dalla Six Companies per non pagare alcun indennizzo alle famiglie delle vittime. La causa più probabile di morte fu probabilmente per intossicazione da monossido di carbonio, dovuto all'utilizzo di macchinari con motori a benzina all'interno delle gallerie. Le temperature all'interno delle gallerie non di rado sfioravano i 60 °C e diversi testimoni riportarono che dalle gallerie usciva un denso fumo nero dovuto ai gas di scappamento degli autocarri che asportavano i detriti dalla galleria. Secondo alcune stime le vittime da intossicazione di monossido di carbonio devono essere state all'incirca 42, delle quali, anche a posteriori, nessuna fu riconosciuta come dovuta ad intossicazione. Durante tutto il periodo di costruzione, a Boulder City non si registrò un singolo caso di polmonite.

## La diga

### Stile architettonico

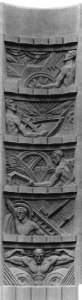
Il basso rilievo realizzato da Hansen all'ingresso dell'ascensore situato sul versante del Nevada.

Il progetto architettonico iniziale per la diga prevedeva di realizzarla in stile neogotico. Tuttavia, secondo molti, questo stile poco si addiceva per un'opera di questa importanza e così il Bureau of Reclamation decise di rivolgersi all'architetto Gordon B. Kaufmann, che ne modificò il progetto. Kaufmann tolse molti degli ornamenti tipici dello stile gotico, dando all'intero progetto un tocco in stile Art déco, aggiungendo alla diga una serie di torrette decorative e adornando le 4 torri di presa con degli orologi.
Su richiesta di Kaufman, Allen Tupper True, un noto artista di Denver, venne assunto per realizzare le decorazioni all'interno della diga e nominato consulente ufficiale per gli aspetti artistici.. Molte delle decorazioni di True contengono simboli e motivi del popolo Navajo e Pueblo e, con l'aiuto del National Laboratory of Anthropology, egli fece alcune ricerche sulle decorazioni dei nativi americani di quell'area, che successivamente integrò nel suo lavoro. Tutte le immagini utilizzate dall'artista si basano su scene tratte da disegni dei Navajo, che comprendono la loro rappresentazione della pioggia, dei fulmini, dell'acqua, delle nuvole e degli animali della zona, come le lucertole, i serpenti e gli uccelli, e inoltre le mesa, paesaggio tipico del sud-est. Integrando le decorazioni interne con immagini tipiche dei popoli indiani, True volle creare una sorta di contrasto tra il moderno, rappresentato dalle apparecchiature e dalle tecnologie, e l'antico, rappresentato dalle decorazioni Navajo.

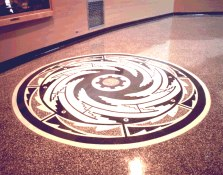
Il pavimento in ceramica realizzato da Allen Tupper True.

In accordo con gli ingegneri, True decise di applicare un codice di colori alle tubazioni ed alle apparecchiature per facilitarne la loro identificazione.
Il contratto di True come consulente artistico sarebbe dovuto durare fino al 1942, ma venne successivamente esteso per permettergli di completare il suo lavoro presso le dighe Parker, Shasta e Grand Coulee.
Per quanto riguarda invece le sculture, queste furono realizzate per la maggior parte dallo scultore Oskar J.W. Hansen, un artista di origini norvegesi naturalizzato statunitense. Tra i suoi lavori più celebri vi sono il monumento nella dedication plaza in memoria delle vittime sul lavoro e il bassorilievo negli ascensori delle torri. La scultura da lui realizzata per la dedication plaza è caratterizzata da due figure alate, mentre il pavimento è realizzato tipo terrazzo alla veneziana, decorato con una mappa delle stelle. Secondo Hansen infatti la mappa dovrà servire alle generazioni future per determinare l'esatta data dell'inaugurazione della diga, in quanto egli rappresentò le posizioni delle stelle come erano visibili il giorno dell'inaugurazione. Degne di nota sono anche le due enormi figure di bronzo alte ciascuna 9,1 m, entrambe realizzate in una colata unica. Per portare le due enormi statue di bronzo in posizione, senza danneggiare la superficie delle sculture, le opere furono appoggiare su un fondo di ghiaccio e spostate man mano che il ghiaccio si scioglieva.

### Turbine

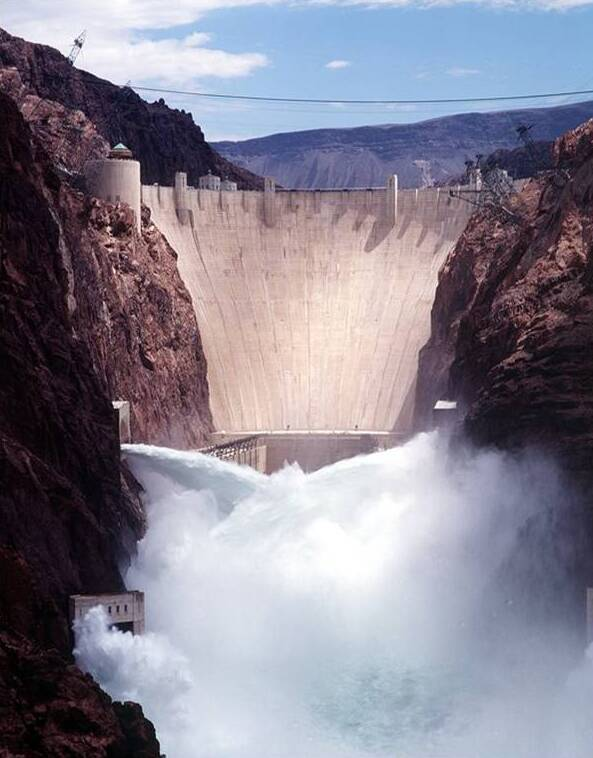
L'acqua fuoriesce dai jet-flow gate

I lavori per la costruzione delle fondazioni dell'edificio che avrebbe in seguito ospitato le turbine ed i trasformatori furono fatti contemporaneamente con i lavori per le fondazioni della diga stessa. Le turbine sono ospitate in un edificio situato alla base della diga con una pianta a U. Il riempimento del lago Mead avvenne a partire dal 30 settembre del 1935 ancora prima che la costruzione della diga stessa fosse completata. Al momento dell'inaugurazione l'edificio che oggi ospita le turbine era ancora in fase di costruzione. Per proteggere gli impianti per la fornitura di corrente elettrica da eventuali attentati o gravi incidenti la copertura dell'edificio che ospita le turbine fu realizzata a prova di bomba con uno spessore di 3,5 piedi (1,1 m) di cemento armato.
Le turbine presero a funzionare a partire dalla seconda metà del 1936, quando il livello dell'acqua nel bacino era sufficientemente alto per permetterne il corretto funzionamento. Dapprima furono avviate le turbine situate sul lato della diga in Nevada e solo successivamente furono attivate anche quelle in Arizona. A partire dal 1939 il numero di turbine attive erano 7 rendendo di fatto questo l'impianto idroelettrico più potente degli Stati Uniti. Ciò nonostante l'ultima turbina non poté essere attivata prima del 1961 portando la potenza erogata a 1345 MW.
Originariamente era prevista l'installazione di 16 turbine (8 per lato) ma si decise di ridurre il numero di turbine installando sul versante situato in Arizona solo 7 turbine e sostituendo l'ottava turbina con due turbine di dimensioni inferiori. Questo fu fatto perché all'epoca ogni turbina forniva corrente elettrica ad un determinato comune. Dal momento che per la sedicesima turbina non si era riusciti a trovare nessuna contea sufficientemente grande che ne potesse giustificare l'impiego si decise di servire due contee più piccole tramite due turbine di dimensioni inferiori. Successivamente il sistema di distribuzione fu modificato e dal dopoguerra i generatori non forniscono più la corrente esclusivamente ad un singolo utilizzatore ma immettono la loro potenza in rete. L'attuale contratto per la fornitura di corrente elettrica è previsto scadere nel 2017.
Le turbine vengono alimentare tramite 4 prese situate nelle rispettive torri di presa che in condizioni ottimali garantiscono una prevalenza massima di 590 piedi (180 m). All'interno della condotta forzata l'acqua raggiunge una velocità massima di 85 miglia all'ora (137 km/h). In condizioni normali l'intera portata del fiume transita tramite le turbine. Ciò nonostante la diga è provvista sia di stramazzi che di jet-flow gate, in maniera da evitare che in caso di piena il bacino artificiale possa traboccare. I jet-flow gate situati sui due versanti del canyon ad un'altezza di 180 piedi (55 m) sono delle condotte che servono per fare fuoruscire la portata in eccesso dall'invaso quando necessario. Tuttavia dalla loro costruzione non furono mai utilizzati se non per evacuare l'acqua dalle condotte forzate per effettuare la manutenzione delle turbine. In seguito ad alcuni lavori di ammodernamento effettuati tra il 1986 ed il 1993 la potenza di punta fu portata a 2080 megawatt. In genere però la potenza elettrica fornita nel corso dell'anno dall'impianto varia tra un valore massimo di 10348 GWh nel 1984 ed un minimo di 2648 GWh nel 1956 con una media annua di 4200 GWh.
Seppure lo scopo principale della costruzione della diga era quello di controllare la portata del fiume Colorado, l'energia prodotta ha permesso alla diga di ripagare sia il debito contratto per la sua costruzione che l'ammortizzamento dei suoi costi di manutenzione annui che si aggirano intorno ai 50 milioni di dollari. Inoltre grazie alla costruzione della diga l'approvvigionamento idrico di oltre 8 milioni di abitanti poté essere garantito.

### Sfioratori

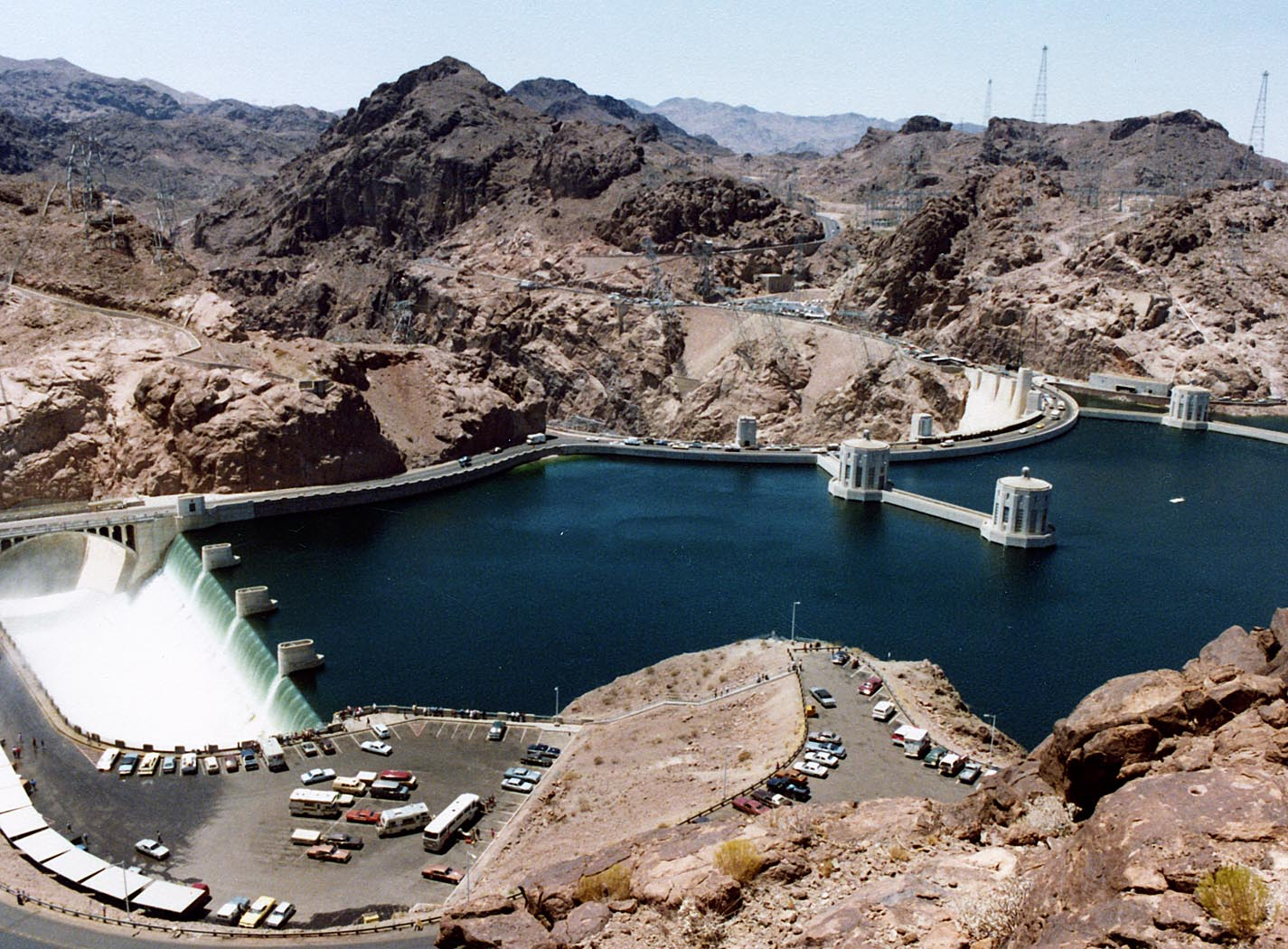
1983, la portata in eccesso fuoriesce dallo stramazzo situato sul versante in Arizona.

Per evitare che la diga possa traboccare in caso di piena, ai due lati della diga furono costruiti due sfioratori, anche detti spillway, che altro non sono che degli stramazzi. Entrambi gli sfioratori scaricano in due gallerie situate ai lati della diga che si congiungono con le gallerie costruite per la deviazione del fiume Colorado. Gli ingressi ad ogni stramazzo sono presidiati da 4 paratie lunghe 30,5 m ed alte 4,9 m che permettono, se alzate, di aumentare di ulteriori 5 m di quota il livello del bacino. Ognuna di queste paratie pesa oltre 2 300 tonnellate e può essere azionata sia automaticamente che manualmente.
L'acqua che si riversa nella spillway viene evacuata tramite una galleria che, dopo un tratto molto ripido di 600 piedi (180 m), si congiunge con la galleria più esterna di deviazione. Il diametro della parte della galleria con pendenza elevata è di 50 piedi (15 m), esattamente come per il tratto sottostante. La progettazione di queste gallerie è stato uno dei problemi più impegnativi che i progettisti dovettero affrontare.

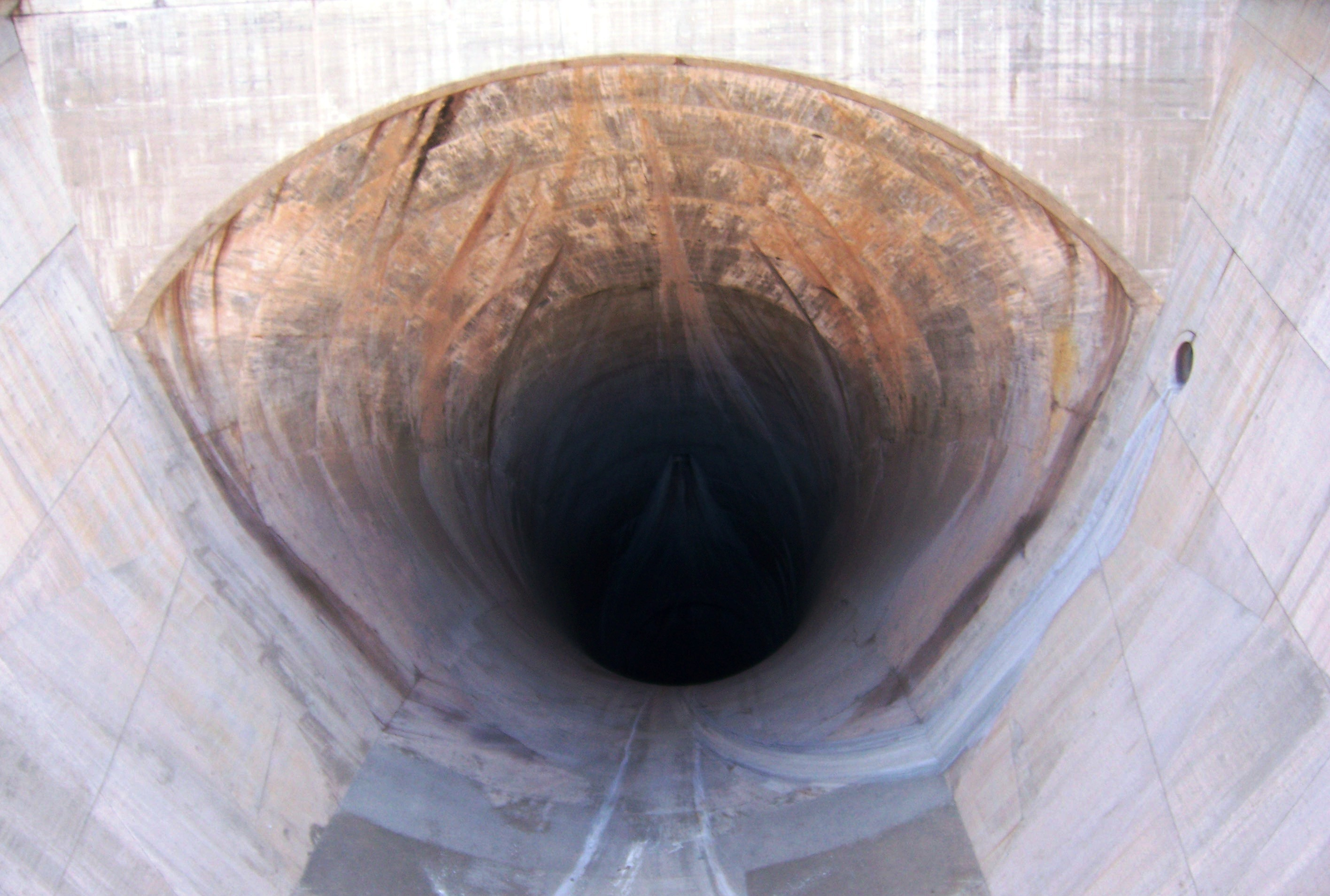
Ingresso alla galleria che serve a scaricare lo sfioratore situato in Arizona.

A causa del primo tratto, il quale presenta pendenze differenti, si corre il rischio che nei tratti con minore pendenza si creino dei risalti idraulici. Inoltre, a causa delle velocità relativamente elevate che l'acqua può raggiungere all'interno di queste condotte, vi possono essere problemi dovuti alla cavitazione. La portata massima di ogni galleria è di circa 5700 m³/s ed è stata appurata tramite alcuni test empirici nel 1941.
Dalla costruzione della diga gli sfioratori furono utilizzati solamente in due occasioni, la prima volta nel 1941, quando alla fine dei lavori si portò il livello dell'acqua nel bacino al livello massimo, ed una seconda volta nel 1983, quando, in seguito a una piena eccezionale, il livello dell'acqua all'interno della diga raggiunse il suo livello massimo. In entrambe le occasioni, in seguito all'utilizzo degli stramazzi per scaricare la portata in eccesso, le gallerie da ambedue i lati furono ispezionate e in entrambi i casi si registrarono notevoli danni alle gallerie dovuti a fenomeni di cavitazione. Nel 1941 si imputarono i danni principalmente ad un lieve disallineamento delle gallerie che è stato successivamente sistemato e per ridurre ulteriormente fenomeni dovuti alla cavitazione nel 1947 furono installati dei flip bucket, ovvero degli ostacoli che riducono la velocità dell'acqua nella condotta ed impediscono che possa avvenire la cavitazione. Ciò nonostante alcuni degli inconvenienti dovuti ai fenomeni di cavitazione non poterono essere completamente risolti e nel 1983 i danni che si registrarono al rivestimento di calcestruzzo delle gallerie furono imputati a lievi dislivelli nel rivestimento di calcestruzzo.

### Strade e turismo

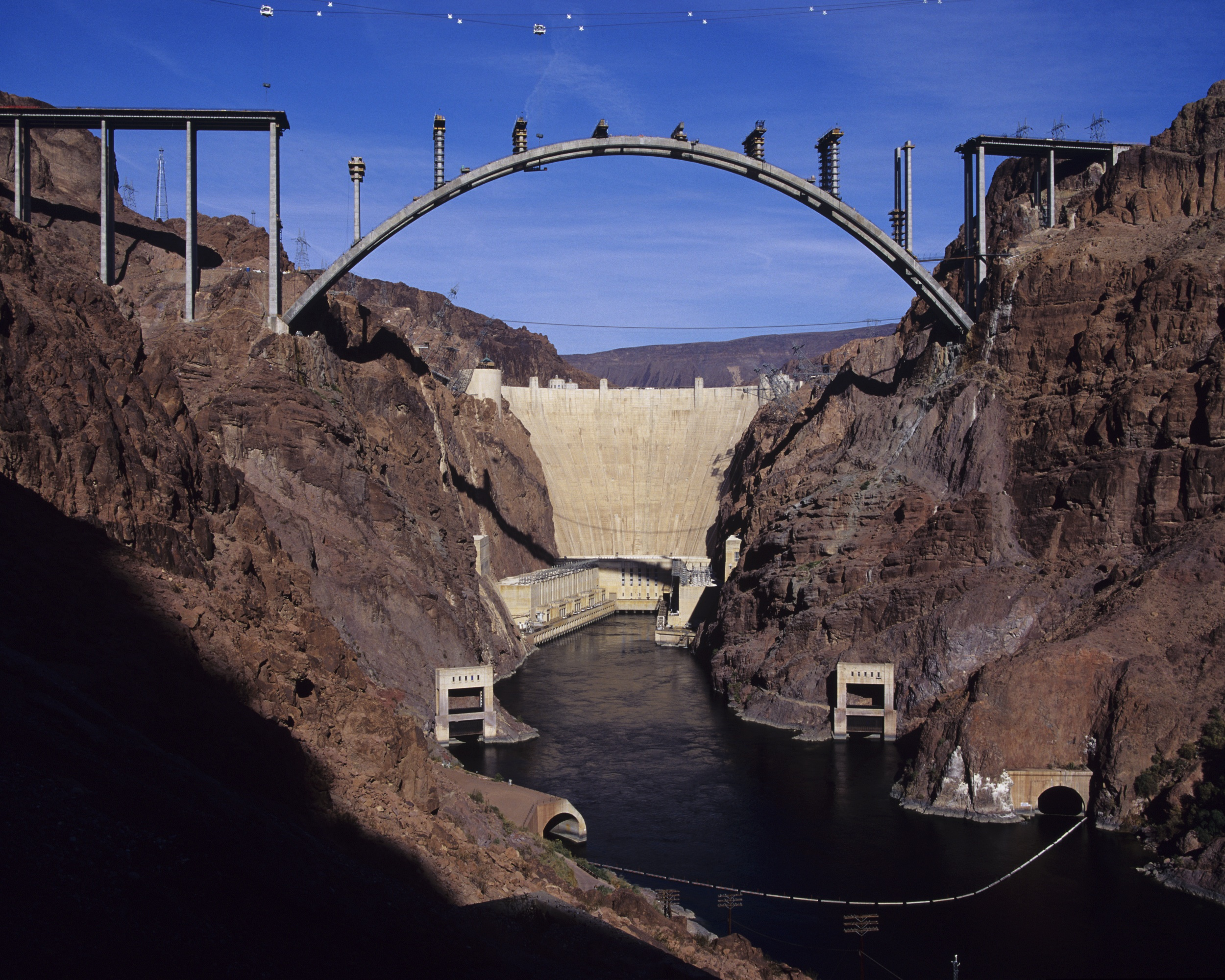
Il Mike O'Callaghan - Pat Tillman Memorial Bridge in fase di costruzione, novembre 2009

Per decenni la diga è anche stato l'unico punto dove era possibile attraversare il Black Canyon da un lato all'altro. Pertanto in cima alla diga scorre una strada a due corsie che fa parte della U.S. Route 93.
In seguito agli attacchi dell'11 settembre però le autorità temevano che la diga potesse divenire oggetto di attentati terroristici e decisero di finanziare la costruzione di un ponte che permettesse al traffico pesante di evitare di passare sopra la diga. A partire dal 19 dicembre 2010, la diga è solamente transitabile da alcuni tipi di veicoli (che possono essere soggetti a ispezione da parte delle forze di polizia prima dell'attraversamento), poiché la maggior parte del traffico è stata dirottata sul nuovo Mike O'Callaghan - Pat Tillman Memorial Bridge. Veicoli con una lunghezza superiore ai 40 piedi (12 m) non possono transitare sulla diga e vengono dirottati sulla U.S. Route 95 o sulla Nevada State Route 163.
Per quanto riguarda il turismo la diga fu aperta alle visite a partire dal 1937 ma dal 7 dicembre 1941, in seguito all'ingresso in guerra degli Stati Uniti, fu chiusa fino al 2 settembre 1945. Durante tutto il periodo del conflitto anche il transito di mezzi sulla diga fu interdetto. Nel 1953 dopo la riapertura della diga alle visite turistiche si registrarono oltre 448000 visitatori. La diga fu nuovamente chiusa al pubblico il 25 novembre 1963 in seguito all'assassinio del presidente Kennedy e rimase chiusa per lutto prima per la morte di Kennedy e poi per la morte del ex presidente Eisenhower fino al 31 marzo 1969. Nel 1995 un nuovo centro visitatori fu inaugurato e l'anno seguente si raggiunse il milione di visitatori.
In seguito agli attentati dell'11 settembre la diga fu nuovamente chiusa alle visite per essere riaperta a partire dal dicembre dello stesso anno. Sempre in seguito agli attentati dell'11 settembre i tour guidati attraverso la diga furono modificati e da allora molte delle decorazioni realizzate da True non possono più essere visitate.

## Impatto ambientale

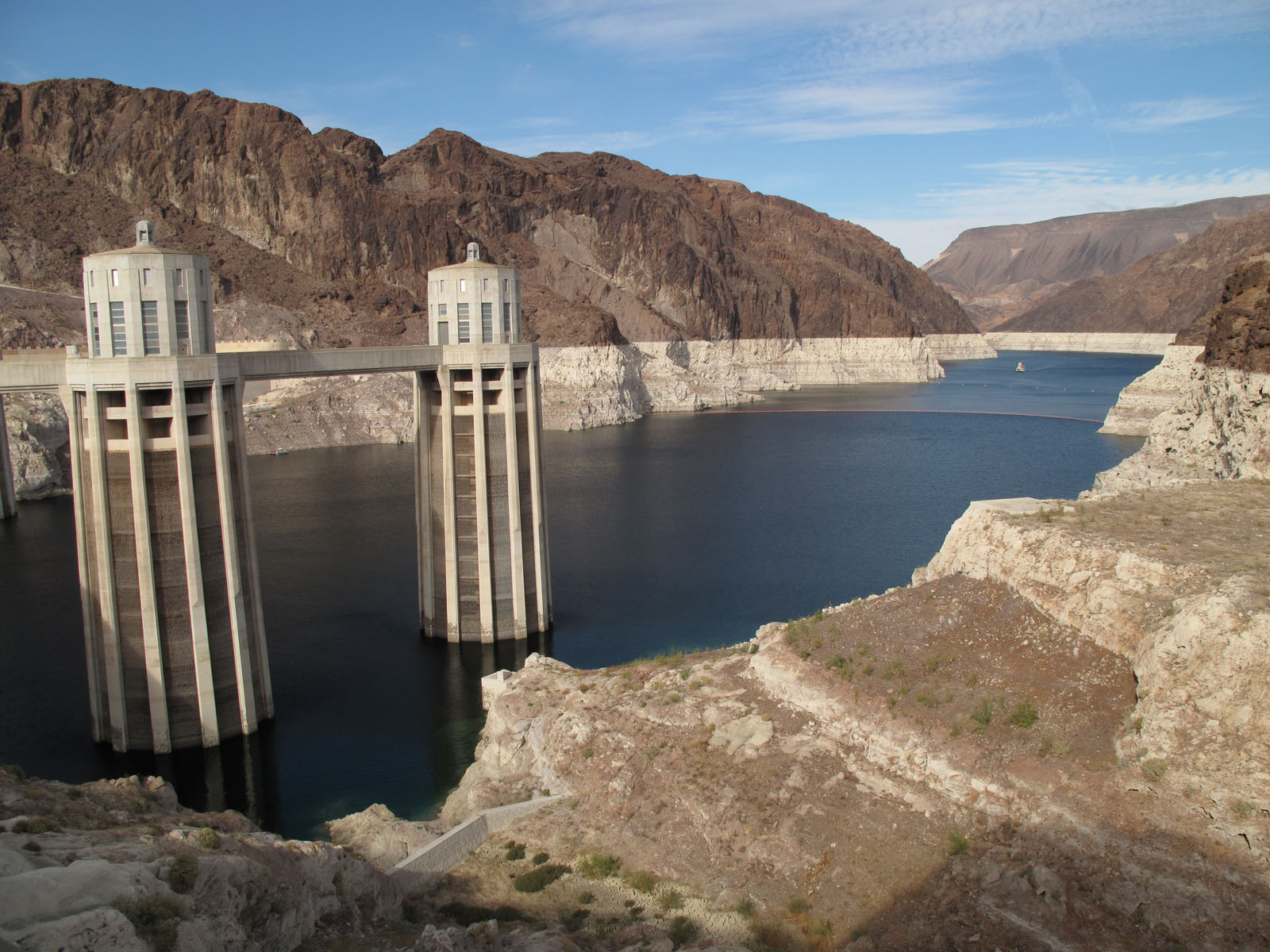
Ottobre 2010, primo piano delle torri di presa, si noti il livello straordinariamente basso del lago Mead

Inevitabilmente la realizzazione di un'opera di queste dimensioni ha avuto un notevole impatto ambientale su tutti gli ecosistemi che si trovano lungo il corso del fiume Colorado. In modo particolare sono stati interessati gli ecosistemi lungo il delta del fiume dove a causa della portata ridotta dovuta al riempimento del lago Mead, la salinità dell'acqua aumentò considerevolmente. Per sei anni dopo la costruzione della diga l'intera portata servì per riempire il lago e buona parte del corso del fiume a valle della diga fu prosciugato. L'estuario del fiume, che da sempre era caratterizzato da ampie zone con acque salmastre, vide un aumento della salinità delle proprie acque che interessò anche aree fino a 65 km a monte della foce.
Molti degli ecosistemi lungo il corso del fiume risentirono in particolare della assenza delle piene che per millenni hanno caratterizzato il Colorado.
Della costruzione della diga hanno risentito anche molte specie di pesci autoctone, alcune delle quali sono oggi minacciate dall'estinzione. Tra le specie più a rischio si contano il Bonytail chub, il Colorado pikeminnow, il Humpback chub ed il Razorback sucker le cui popolazioni lungo il corso del fiume sono drasticamente diminuite nel corso degli anni.

## Controversie sul nome
A partire dal 1928, anno in cui il Congresso approvò la costruzione, la stampa chiamò la diga con il nome di "Boulder Dam" o "Boulder Canyon Dam", nonostante quest'ultima non venisse realizzata nel Boulder Canyon, bensì nel Black Canyon. Il Boulder Canyon Project Act del 1928 non prevedeva che la diga venisse intitolata a qualche personalità di spicco e pertanto anche all'interno di questo documento ci si riferiva alla diga con il nome di "Boulder Canyon Dam".
Il primo a chiamare la diga con il nome di Hoover Dam fu il segretario di Stato Ray Lyman Wilbur durante la cerimonia della posa della prima pietra per la costruzione della linea ferroviaria tra Las Vegas e Boulder City il 17 settembre 1930. Wilbur giustificò la sua scelta affermando che Hoover, il quale all'epoca era il presidente in carica, fu il principale fautore di questa opera.
Dopo la sconfitta elettorale e l'ascesa al potere del presidente Roosevelt il nuovo segretario di Stato Ickes ordinò che il nome della diga fosse modificato nuovamente in Boulder Dam, affermando che Wilbur era stato imprudente a intitolare una diga con il nome di un presidente in carica e che perlopiù tale decisione non era mai stata ratificata dal Congresso. Ickes fu talmente determinato a volere mantenere il nome di Boulder Dam che sul suo diario personale il giorno dell'inaugurazione annotò che avrebbe "fatto di tutto pur di mantenere una volta per sempre il nome di Boulder Dam". Annotò inoltre che se la diga dovesse essere intitolata a qualcuno allora sarebbe dovuta esser stata intitolata al senatore della California Hiram Johnson. Ickes fu talmente ossessionato da questo fatto che il giorno dell'inaugurazione durante il suo discorso ripeté la parola Boulder Dam per ben 5 volte in 30 secondi. Il fatto non passò certamente inosservato e il Los Angeles Times pubblicò una vignetta di Ickes mentre asportava con l'aiuto del presidente Roosevelt dalla diga un enorme cartello con sopra scritto Hoover Dam.
Nonostante tutti gli sforzi il nome di Boulder Dam faticò ad imporsi e la maggior parte della popolazione usava entrambi i termini, anche se alla fine prevalsero i ricordi della grande depressione che erano inevitabilmente legati con l'operato del presidente Hoover. Inoltre alla fine della seconda guerra mondiale Hoover era riuscito a riabilitare la sua persona che durante tutto il periodo della guerra era rimasta nella memoria di molti americani collegata con il periodo della grande depressione. Nel 1947 fu infine approvato da entrambe le camere del Congresso la proposta di dare ufficialmente alla diga il nome di Hoover Dam e inevitabilmente vi furono una serie di critiche da parte di coloro che avevano fatto di tutto perché fosse mantenuto il nome di Boulder Dam. Nonostante dal giorno dell'inaugurazione fossero ormai passati più di dodici anni, appresa la notizia, l'ex segretario di Stato Ickes, che nel frattempo si era ritirato dalla scena politica, commentò amareggiato: I didn't know Hoover was that small a man to take credit for something he had nothing to do with. ("Non sapevo che Hoover fosse un uomo talmente insignificante da accaparrarsi il riconoscimento per qualcosa con cui non aveva nulla a che fare").

## Distribuzione dell'energia elettrica
L'energia prodotta dalla diga fu inizialmente venduta agli acquirenti tramite un contratto della durata di 50 anni che terminò nel 1987. Al termine di questo periodo di 50 anni il Los Angeles Department of Water and Power riconsegnò la diga al Bureau of Reclamation che ne riprese formalmente il controllo. In seguito i contratti furono rinnovati per un periodo trentennale che terminerà nel 2017 e che assegnarono nuovamente la concessione della diga al Los Angeles Department of Water and Power. Secondo i dati raccolti dal Bureau of Reclamation l'energia elettrica prodotta nel 2010 dalla diga è stata suddivisa tra le diverse utenze come segue:
| \| Area \| percentuale \| \| -------------------------------------------------- \| ----------- \| \| Metropolitan Water District of Southern California \| 28,53% \| \| Stato del Nevada \| 23,37% \| \| Stato dell'Arizona \| 18,95% \| \| Città di Los Angeles \| 15,42% \| \| Southern California Edison Company \| 5,54% \| \| Boulder City, Nevada \| 1,77% \| \| Glendale, California \| 1,59% \| \| Pasadena (California) \| 1,36% \| \| Anaheim (California) \| 1,15% \| \| Riverside (California) \| 0,86% \| \| Vernon (California) \| 0,62% \| \| Burbank (California) \| 0,59% \| \| Azusa (California) \| 0,11% \| \| Colton (California) \| 0,09% \| \| Banning (California) \| 0,04% \| | - Turisti attorno ad uno dei generatori della diga "lato Nevada", settembre 1940. - Un operaio di fronte ad una delle condotte forzate di 9,1 m di diametro che fornisce acqua ad una delle turbine. |
| Area | percentuale |
| Metropolitan Water District of Southern California | 28,53% |
| Stato del Nevada | 23,37% |
| Stato dell'Arizona | 18,95% |
| Città di Los Angeles | 15,42% |
| Southern California Edison Company | 5,54% |
| Boulder City, Nevada | 1,77% |
| Glendale, California | 1,59% |
| Pasadena (California) | 1,36% |
| Anaheim (California) | 1,15% |
| Riverside (California) | 0,86% |
| Vernon (California) | 0,62% |
| Burbank (California) | 0,59% |
| Azusa (California) | 0,11% |
| Colton (California) | 0,09% |
| Banning (California) | 0,04% |

## Influenza sui media
La diga di Hoover appare in alcune opere cinematografiche e videoludiche:
- Sabotatori, 1942
- Viva Las Vegas, 1964;
- Superman, 1978;
- Sid Meier's Civilization II, 1996;
- Mela e Tequila - Una pazza storia d'amore con sorpresa, 1997;
- GTA San Andreas, 2004;
- Domino, 2005;
- Apocalypse - L'apocalisse, 2006;
- Percy jackson e gli dei dell'olimpo-la maledizione del titano, 2007;
- Into the Wild - Nelle terre selvagge, 2007;
- Transformers, 2007;
- Fallout: New Vegas, 2010;
- Duke Nukem Forever, 2011;
- San Andreas, 2015;
- Designated Survivor, 2016.